# Караузяк
Караузяк (узб. Qoraoʻzak / Қораўзак, каракалп. Qaraózek / Қараөзек) — городской посёлок, административный центр Караузякского района Республики Каракалпакстан (Узбекистан).

## История
Статус посёлка городского типа — с 1984 года.

## География
Находится в дельте Амударьи. Посёлок расположен в 29 км от железнодорожной станции Чимбай (на линии Найманкуль — Чимбай).

## Население
| 1989   |
| ------ |
| 10 656 |
| 2010   |
| 29 182 |